# ونرپنی شمال غربی
ونرپنی شمال غربی (به لاتین: Vannarpannai North West) یک منطقهٔ مسکونی در سری‌لانکا است که در استان شمالی (سری‌لانکا) واقع شده‌است.